# Zarnogorski Manastir

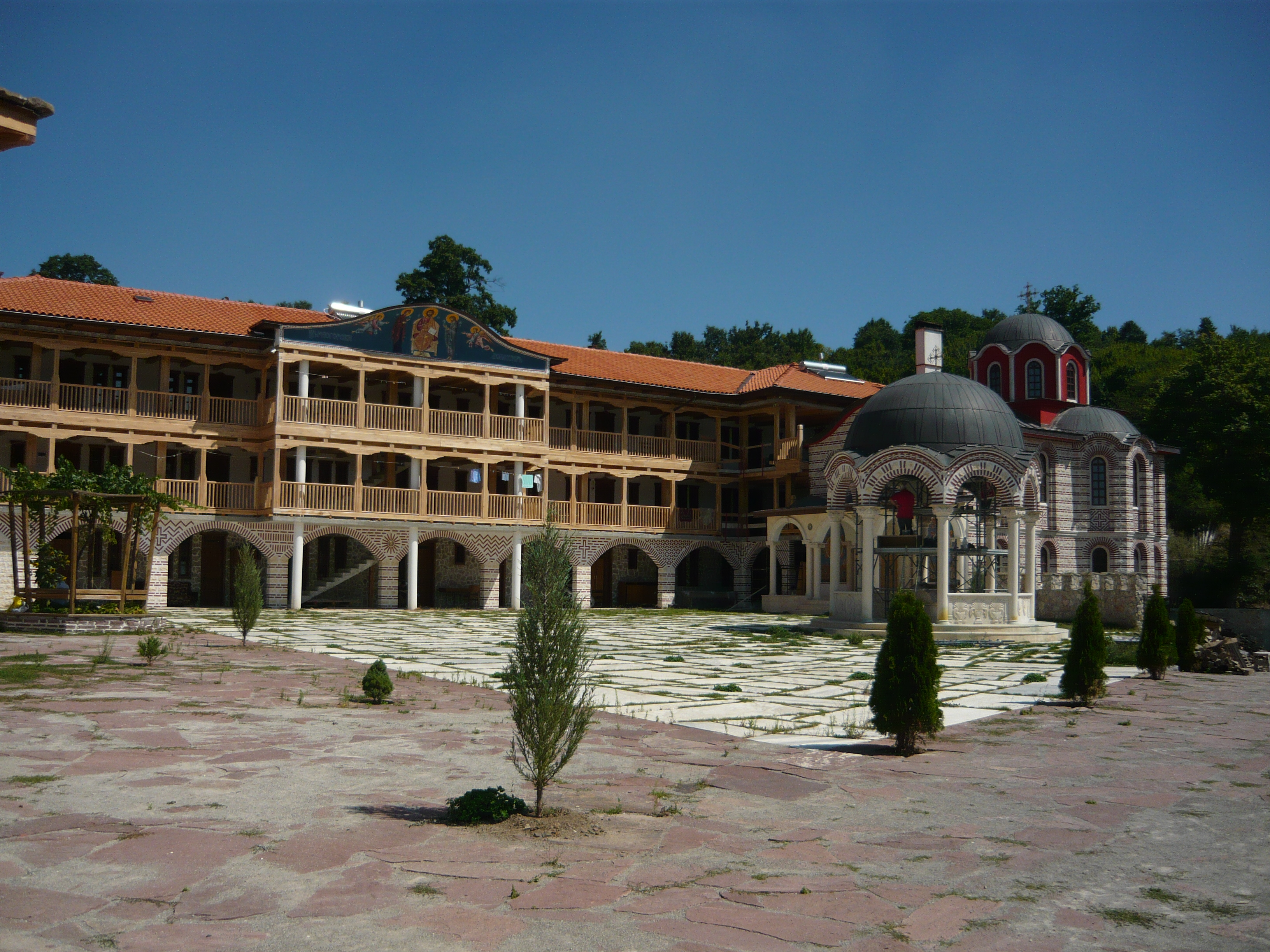
Zarnogorski Manastir St. Cosma und Damyan (Църногорски манастир Свети Безсребреници Козма и Дамян)

Das Kloster Zarnogorski Manastir St. Cosma und Damyan, auch bekannt unter dem Namen Giginski Manastir (Гигински манастир) und Tschernogorski Manastir (Черногорски манастир), ist ein bulgarisches Kloster, das eine wichtige Stellung in der kirchlichen, kulturellen und politischen Geschichte des zentralen West-Bulgariens einnimmt.
Seine Gründung geht wahrscheinlich auf in den Bergen niedergelassene Eremiten zurück, die unter dem Einfluss von Iwan Rilski (heiliger Johann vom Rila-Gebirge) und seinen Anhängern standen.

## Lage
Das Kloster befindet sich 60 km westlich von Sofia, der Hauptstadt Bulgariens, circa 18 km südöstlich von der Ortschaft Bresnik und 5 km vom Dorf Gigintsi auf dem Gipfel des Gebirges Tscherna Gora, der den Namen Kitka trägt.
In einer Höhe von über 1000 m über dem Meeresspiegel gelangt man zum Kloster nur über einen Asphaltweg.

## Geschichte
Laut Überlieferungen existierte das Kloster schon zur Zeit des zweiten Bulgarischen Reiches (10. Jahrhundert n. Chr.) und war auf den Überresten antiker römischer Bauten errichtet worden.

### Historischer Wandel
Das Kloster unterlag sehr stark dem historischen Wandel Bulgariens während des letzten Jahrtausends und erlebte Zeiten des Wohlstands und Wachstums, auf die Zeiten des Niedergangs und Zerfalls folgten.
Während der Dynastien der bulgarischen Zaren Iwan Assen I., Georgi I. Terter und Iwan Schischman erhielt das Kloster zahlreiche große und lukrative Immobilien, während es seinen Charakter als Diözesan- und nicht als „königliches“ Kloster erhalten konnte. Im Kloster wurden ältere liturgische Bücher kopiert und es wird nicht ausgeschlossen, dass auch neuere Bücher übersetzt wurden.

### Bildung und Seelsorge
Verbunden mit seiner literarischen Tätigkeit engagierte sich das Kloster in Predigten, Vorträgen und Unterricht aktiv für die Reinheit des christlichen Glaubens in dieser Zeit sowie gegen Häresien und Überreste des Heidentums.
Zusammen mit der Seelsorge der orthodoxen christlichen Mönche trug das Kloster durch seine Klosterschule auch noch im 16. Jahrhundert zur Alphabetisierung der Bevölkerung in der Region bei. 

### Das Kloster während des Osmanischen Reiches
Im Zuge der Eroberung Bulgariens durch die Osmanen wurde das Kloster mehrere Male zerstört und wiedererrichtet. In der Zeit der Befreiung Bulgariens von der osmanischen Herrschaft wurde das Kloster noch wichtiger als bisher, da es Zufluchtsort zahlreicher revoltierender Mönche war.
Zu Beginn des 19. Jahrhunderts wurde das Kloster laut Überlieferungen von Mönchen aus der Region Zweto-Gora, die an seiner heutigen Stelle Ruinen und eine Heilwasser-Quelle fanden, wiedererrichtet.

### Die Restaurierung des Klosters
Seit dem Jahr 1855 widmeten sich bedeutende kirchliche Persönlichkeiten Bulgariens der Restaurierung des Klosters. Einen besonderen Stellwert als einer der größten Wohltäter des Klosters nimmt heute Alexi Stefanov aus dem Dorf Gigintsi ein, der im Jahr 1859 zum Abt gewählt wurde. Mit seiner Hilfe konnten viele der Immobilien zurückgekauft werden.
Im Jahr 1869 wurde die Restaurierung des Klosters mit der Neuerrichtung einer runden Vorhalle der Kirche abgeschlossen.

### Das Kloster während des 20. Jahrhunderts
1925 erfolgte eine Renovierung des Klosters, es wurden Gemälde erneuert und zahlreiche Ikonen gespendet wie die der Heiligen Mutter Maria, der Heiligen Drei Könige, der Heiligen Cosmas und Damian, Nikolaus und anderer.
Während des Ersten und Zweiten Weltkriegs unterstützte das Kloster durch die Zahlung von Abgaben, die die Dorfbewohner an die Front leisten mussten, die lokale Bevölkerung.  
Nach dem 9. September 1944 wurde der Klerus aus dem Kloster ausgewiesen und man begann mit der Enteignung der Immobilien, die bis 1956 fortdauerte. Im Jahr 1960 wurden die Geistlichen gezwungen, das Kloster endgültig zu verlassen. Zwar wurde das Kloster im Jahr 1956 offiziell zum Architektur- und 1976 zum Kulturdenkmal erklärt, tatsächlich wurde es aber dem Verfall überlassen.

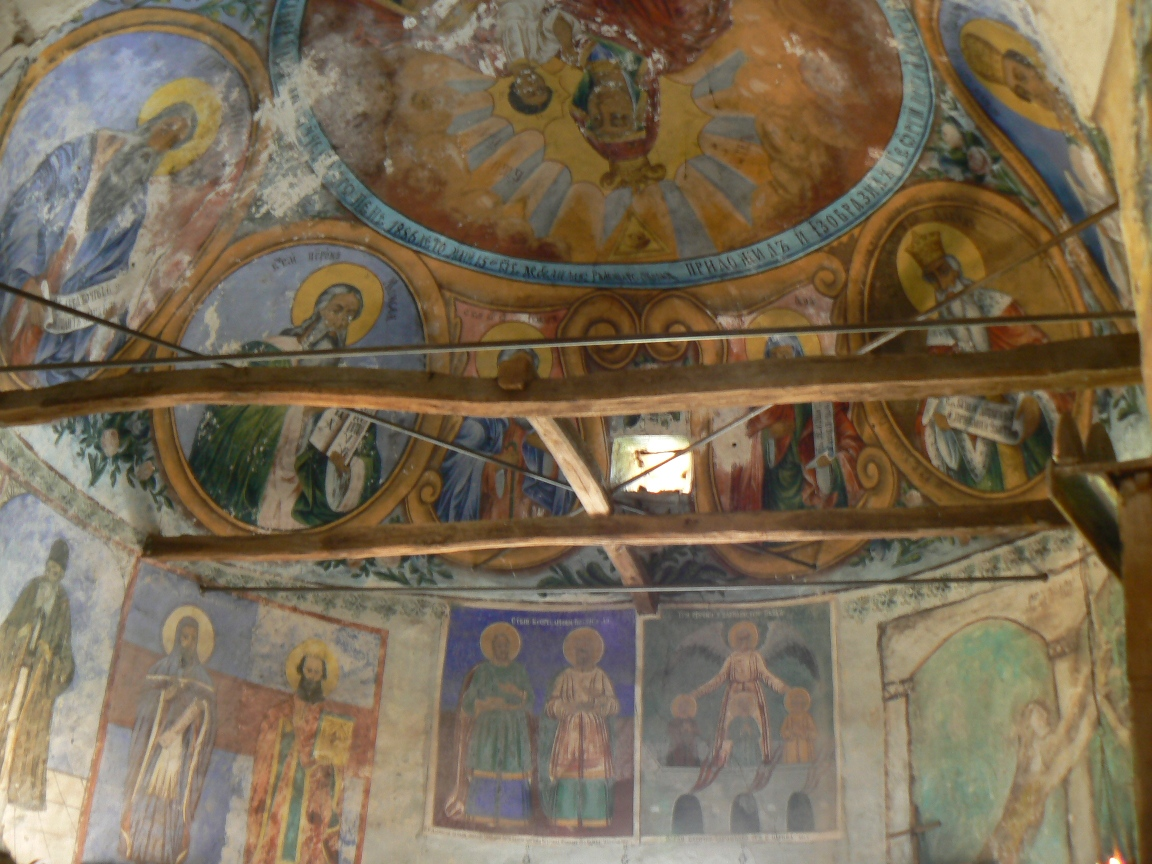
Fresken in der alten Kirche

## Fresken in der alten Kirche
Das Kloster beherbergt Fresken aus dem Jahr 1814, die den damaligen Vorsitzenden der Stadt Kardschali, Kara Feizi, abbilden. Die Fresken sind auch wegen ihrer Abbildungen der einheimischen Spender, die detailliert die Trachten der Zeit wiedergeben, interessant.

## Die Rolle des Klosters nach 1989
Abgesehen von den Bewohnern der umliegenden Dörfer wussten nur wenige, dass in den Bergen seit Jahrhunderten ein orthodoxes Kloster existierte. Doch bevor es in den Jahren des Totalitarismus dem Verfall überlassen wurde, war das Kloster St. Cosmas und Damian ein Zentrum des orthodoxen Glaubens und der Literatur. Heute ist es das einzige funktionierende Kloster in der Region Pernik.
Nach 1989 nahm das Kloster die Rolle eines religiösen und geistigen Zentrums von Breznik, der Region des heutigen Pernik, ein.

## Das Kloster in der Gegenwart

### Betreiber
Seit 1998 wird das Kloster von der orthodoxen Bruderschaft St. Cosmas und Damian geführt. In den ersten Jahren lebten die dort niedergelassenen Geistlichen in unannehmbaren Wohnverhältnissen ohne Wasser, Strom und Einkommen. 

### Kampagnen
2007 wurde unter der Schirmherrschaft der Bruderschaft eine nationale Kampagne für die Renovierung des Klosters organisiert, an der auch Wissenschaftler, Juristen, Kunsthistoriker, Geschäftsleute und Medien teilnahmen. 

## Förderer
Nach dem Eintreffen und Engagement des Paters Nicanor empfing das Kloster zahlreiche Spenden, mit denen die teilweise Rekonstruktion der nahezu zerstörten Gebäude umgesetzt werden konnte. Seit Beginn der Finanzkrise wird die Bruderschaft von dem bulgarischen Banker Zwetan Wassilew unterstützt, der heute den traditionellen Ehrentitel des Hauptspenders und Gemeindevorstehers trägt. 
Mit seiner Hilfe konnte die Klosterkirche St. Siluan von Athos erbaut und verziert und konnten Restaurierungsarbeiten umgesetzt werden.
Alle Gebäude des Klosters verfügen heute über Strom und Internet, was dazu beiträgt, dass das Kloster ganzjährig von tausenden Gläubigen besucht wird.